# 奚氏 (诚节夫人)
奚氏（?—?），武周时平州刺史邹保英之妻。
万岁通天年间，契丹可汗李尽忠来攻打平州。邹保英为刺史，领兵抗击。不久因为城孤援寡，平州眼看就要陷落。奚氏于是率家僮和城内女丁相助固守。契丹兵退，有司上奏，武则天下制封她为诚节夫人。